# Ремулад

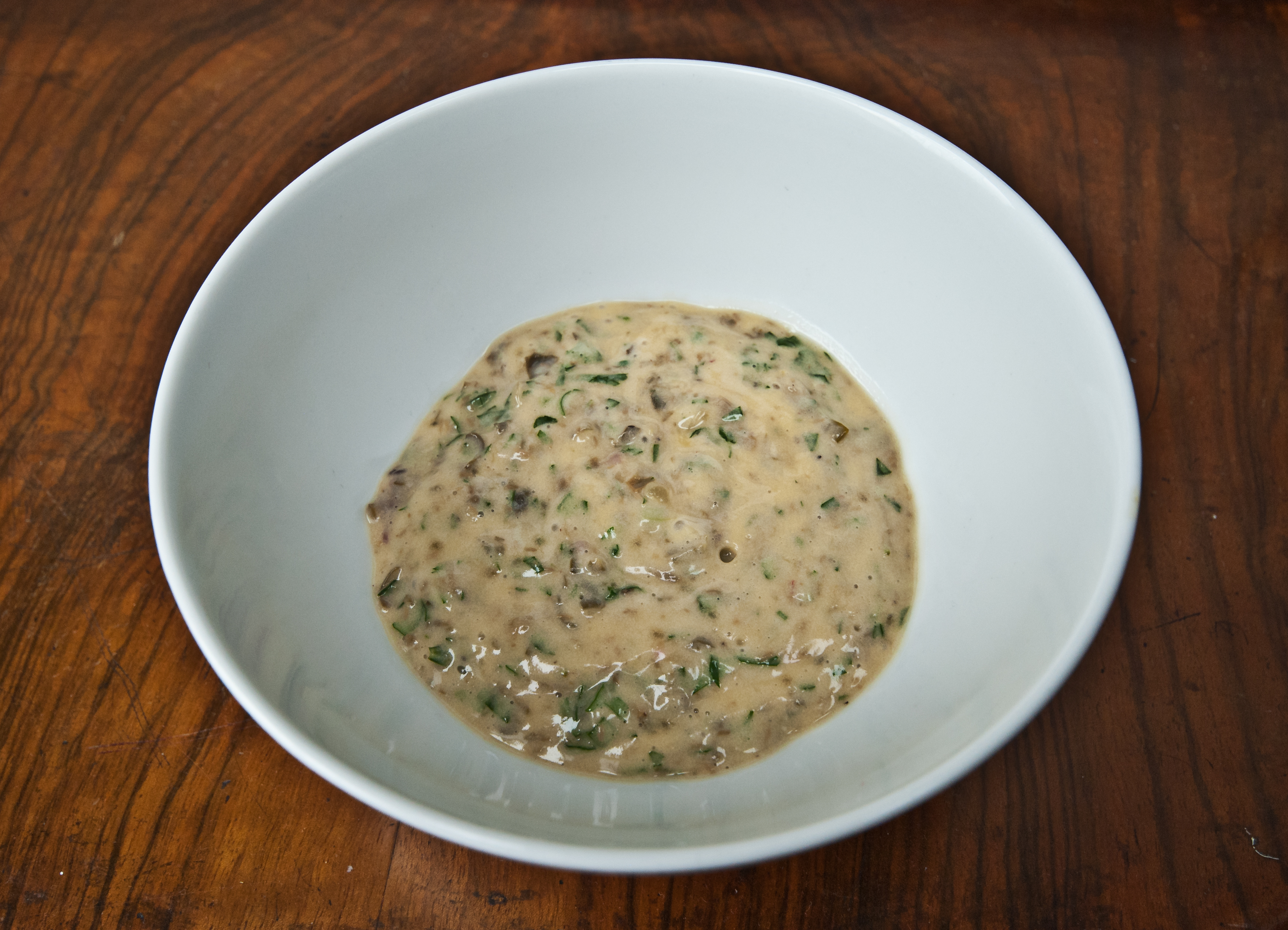
Ремулад

Ремула́д (фр. sauce rémoulade) — соус на основі майонезу у французькій кухні. До складу соусу традиційно входять мариновані огірки, каперси, петрушка, зелена цибуля, часник, оливкова олія, пряний оцет, гірчиця та анчоуси.
Ремулад подають до м'ясних страв, холодця, панірувальної риби, морепродуктів та варених яєць. Його також використовують в хотдогах та сендвічах і бутербродах замість вершкового масла або маргарину.